# 1987年印度尼西亞立法選舉
1992年印度尼西亞立法選舉於1987年4月23日舉行，是新秩序政府舉行的第四次立法選舉，參加團體包括執政的功能團體專業集團和兩個政黨。結果專業集團再次大獲全勝。

## 背景
1973年，新秩序政府強行把伊斯蘭教士聯合會（伊聯）等伊斯蘭政黨合併為建設統一黨，以削弱伊聯的影響力。雖然新秩序政府限制政治活動，不過在1977年和1982年立法選舉中，建設統一黨以「小人物」的政黨自居，得票率節節上升。。1984年，阿卜杜拉赫曼·瓦希德率領伊聯和政府簽署協議，退出建設統一黨。同年稍後，政府宣布所有政黨必須把建国五项原则列為指導思想，結果建設統一黨需在1985年更換黨徽，把黨徽中的天房改為印尼國徽中央象徵「信奉最高無上的神明」的黑地金星。
1987年，伊聯領導層宣布，不會強制其會員和支持者在選舉中支持建設統一黨，也不禁止他們支持專業集團。這樣做提升了伊聯的影響力。

## 競選活動
在1982年選舉中，專業集團幾乎在全國所有省區成為得票第一大黨，除了雅加達和伊斯蘭色彩濃厚的亞齊省。這次專業集團的目標是在亞齊贏得最多選票，於是他們安排印尼國家石油公司總經理和糧儲局局長管理競選資金（當年專業集團的競選資金主要來自極度依賴政府合約的地方企業）。對他們來說，亞齊省省長、經濟學家易卜拉欣·哈桑的宣傳效應是關鍵的——競選期間，易卜拉欣走遍全省，為專業集團拉票，他告訴選民，如果專業集團獲勝，亞齊既可以保留傳統習俗，又可以在物質層面上取得進步，結果他成功把亞齊人對傳統文化和現代文化的渴望結合起來。
印度尼西亞民主黨在競選期間提及和批評政治腐敗和經濟不平等的現象。競選期結束前數天，數千名支持民主黨的年輕人在雅加達遊行，期間他們一直舉起前總統、民族黨創始人蘇卡諾的畫像，認為他反對西方，能夠象徵他們對親西方新秩序體制的反對態度。

## 選舉結果
伊斯蘭教士聯合會退出之後，建設統一黨發生內訌，結果其得票率比1982年下跌了超過40%，在全國24個省份（共27個）的得票率也比上屆低。該黨流失的選票大都流向專業集團。另一方面，反對軍事官僚壟斷政壇的選民別無他選，只能支持民主黨，最後其得票率比1982年增長了3%，增幅超過上屆得票率的三分之一。改為支持民主黨的選民主要來自爪哇岛西部，在雅加達，民主黨的得票率也從1982年的15.8%上升到28.8%。另一邊廂，專業集團達成目標，在亞齊贏得最多選票，同時首次在雅加達取得過半數選票，在全國所有省區成為得票第一大黨。這個情況直到1999年才出現變化。
| 政黨                                            | 得票       | %     | 席位 |
| ----------------------------------------------- | ---------- | ----- | ---- |
| 專業集團（Golongan Karya，Golkar）              | 62,783,680 | 73.11 | 299  |
| 建設統一黨（Partai Persatuan Pembangunan, PPP） | 13,701,428 | 15.96 | 61   |
| 印尼民主黨（Partai Demokrasi Indonesia, PDI）   | 9,384,708  | 10.93 | 40   |
| 總計                                            | 85,869,816 | 100%  | 400  |
| 來源：中央選舉委員會                            |            |       |      |

## 後續
本次選舉選出的400名國會議員也兼任人民协商会议（人協）議員。立法選舉結束後，人協於1988年3月召開全體會議，由於人協其餘600席均為蘇哈托政府和軍方的委任議席，所以蘇哈托連任不成問題，之後他提出由專業集團主席兼國務秘書長蘇達莫諾擔任副總統。結果兩人順利當選正、副總統，任期至1993年結束。

## 腳註
1. 1 2  Schwartz 1994，第172頁.
2. ↑  Liddle 1992，第94頁.
3. ↑  Liddle 1992，第95頁.
4. ↑  Liddle 1992，第96頁.
5. 1 2 3  Evans 2003.
6. ↑  Liddle 1992，第97頁.
7. 1 2  Liddle 1992，第98頁.
8. ↑  Liddle 1992，第92頁.
9. ↑  KPU 2014.
10. ↑  Liddle 1992，第99頁.